# Rozeta (meglica)
Rozeta (znana tudi kot Caldwell 49), je veliko, okroglo področje H II blizu roba orjaškega molekularnega oblaka v Samorogu. Razsuta zvezdna kopica NGC 2244 (Cadwell 50) je tesno povezana z meglico. Zvezde kopice se rojevajo iz snovi v meglici.
Kopica in meglica sta okoli 5.200 svetlobnih let proč. Masa meglice je ocenjena na 10.000 sončevih mas.

## Opazovanje
Zvezdna kopica je vidna v daljnogledu in precej dobro vidna v manjših teleskopih. Meglico pa je teže opaziti. Za to je potrebna svetlobno neonesnažena lokacija. Laže jo je fotografirati, kar je edini način za zaznavanje njene rdeče barve, ki z očesom ni vidna.

## Galerija
- Približan pogled na Meglico Rozeto